# Fisherův princip
Fisherův princip je evoluční model, který vysvětluje, proč je poměr pohlaví u většiny druhů, které se rozmnožují pohlavně, přibližně 1:1 mezi samci a samicemi. Tento princip poprvé vysvětlil Ronald A. Fisher ve své knize The Genetical Theory of Natural Selection z roku 1930. Fisherova teze zobecňuje a upřesňuje myšlenky Darwina, Giniho a Düsinga.

## Základní vysvětlení principu W. D. Hamiltonem
William Donald Hamilton ve své práci Extraordinary sex ratios z roku 1967 popsal Fisherův princip takto:
1. Předpokládejme, že narození mužského potomka je méně časté než narození ženského potomka.
2. V tom případě má nově narozený mužský potomek lepší možnosti rozmnožování, než nově narozený ženský potomek. Proto můžeme očekávat, že nově narozený mužský potomek bude mít více potomků.
3. Platí tedy, že rodiče, kteří mají genetické dispozice plodit mužské potomky, mají nadprůměrné množství vnoučat.
4. Díky většímu množství vnoučat dochází k šíření genetické dispozice pro plození mužských potomků a mužští potomci přibývají.
5. Jakmile se poměr pohlaví přiblíží hodnotě 1:1, výhoda produkovat mužské potomky přestává platit.
6. Stejná logika by platila i v opačném případě, kdy narození ženského potomka by bylo méně časté, než mužského. Výsledkem je tedy rovnováha v poměru ženského a mužského pohlaví.[3]

## Fisherův princip
Ronald Fisher ve své teorii předpokládá, že rovnovážný poměr pohlaví v populaci je podmíněn stejnými náklady rodičů na vychování potomka jakéhokoli pohlaví. Tedy, že pro rodiče je stejně náročné vychovat samce jako samici.
Pokud by tomu tak nebylo a výchova například synů byla pro rodiče méně náročná, začali by upřednostňovat „levnější“ pohlaví. Namísto 3 dcer by zplodili 6 synů. Tímto by se ale staly reprodukčně cennějšími dcery. Někteří jedinci by poté preferovali výchovu právě dcer, jelikož by toto pohlaví mělo více příležitostí k páření.
„Pohlavním výběrem rodiče získávají výhodu před všemi ostatními, kteří i nadále investují do potomků nadbytečného pohlaví.“
Postupně by se zvyšoval počet rodičů preferujících výchovu reprodukčně cennějšího pohlaví a v důsledku toho by došlo k vyrovnání poměru, pravděpodobně i k vychýlení na druhou stranu.
„Dcery by se tak naopak mohly stát nadbytečnými. Znovu by tlak působil na dorovnání vychýlení. Poměr pohlaví by se nakonec pod vlivem selekčního tlaku ustálil s mírnými oscilacemi přibližně uprostřed.“

## Fisherovy zdroje
V roce 1997 publikoval A. W. F. Edwards práci Natural Selection and the Sex Ratio: Fisher's Sources, kde se zabývá zdroji, které inspirovaly R. A. Fishera. Podle Edwardse mohou být Fisherovy zdroje vystopovány až k Darwinově knize The Descent of Man and Selection in Relation to Sex (1871). Touto knihou se totiž inspirovali Düsing a Gini, jejichž knihy Fisher prokazatelně znal.

## Přirozená nerovnováha
V lidské populaci nebyl poměr pohlaví 1:1 nikdy. Historicky se vždy
rodilo o něco víc mužů, přirozený poměr se pohybuje okolo
105:100. Tento fakt je určován hlavně tím, že muži mají větší šanci zemřít, od pravěku riskují při lovu potravy, válkách a podobně. I celkově se dožívají méně let, v Česku je to u žen asi 81 a u mužů o 6 let míň.
I přesto, že se obecně rodí víc mužů než žen, je v mnoha zemích napříč všemi věkovými kategoriemi víc žen. Platí to v podstatě u celé Evropy, USA a Ruska, kde je nepoměr obzvlášť výrazný. Na 10 mužů tam připadá necelých 12 žen, u věkové kategorie nad 65 let je poměr dokonce 30:70 ve prospěch žen.

## Nepoměr v Asii
Čína a
Indie mají v současné době opačný problém s nerovnováhou mezi
pohlavími. Důsledkem zavedení politiky jednoho dítěte se rodí
větší počet mužů než žen. Muži jsou žádanější z čistě
praktických důvodů - muži vydělávají víc peněz, a tak jsou
schopni se později postarat o stárnoucí rodiče. Naopak dcera,
když se vdá, odchází k manželově rodině a nelze očekávat, že
se bude starat o své rodiče. Od dob, kdy jsou lékaři s pomocí
sonografu schopni odhadnout pohlaví plodu, mají rodiče možnost
výběru. Generace těchto „vybraných“ je dnes již v
produkčním věku a proto je první generací s takto velkým
nepoměrem.
“Therese
Heskethová z londýnské University College a JIang Min Min z
Če-ťiangské univerzity rozebrali čínský přebytek synů v
časopise EMBO reports. V roce 1979 Připadalo na 100 novorozených
čínských děvčat 106 chlapců, tedy přibližně normální stav.
V roce 1990 to bylo 111, o deset let později už 117 a v roce 2005,
z něhož pocházejí poslední dostupné údaje, už to bylo 121.”